# يوجين ريجيس
يوجين د. ريجيس (22 مارس 1895 - 24 مايو 1987) هو كاتب روماني، وفيلسوف سلامي مناهض للعنف، ولاسلطوي متشدد، ومعروف بتنظيره عن النزعة الإنسانية. شُكلت عقيدته الأممية، التي تحلت بالكثير من صفات اليهودية والأخلاقيات التي تنادي بها، لأول مرة خلال الحرب العالمية الأولى عندما اعترض ضميريًا. حصل ريجيس على شهرة عالمية بسبب تأثره باللاسلطوية السلامية والاشتراكية، وحظي بدعم بعض دعاة السلام من أمثال رومان رولاند، وشتيفان تسفايغ، وألبرت أينشتاين. هناك جانب آخر أكثر إثارة للجدل في فلسفة ريجيس وهو دعمه لتحسين النسل، والذي تركز على التعقيم الإجباري لـ«المنحطين». عبر ريجيس عن الاقتراح الأخير في العديد من مقالاته ومساراته الاجتماعية.
بعد ظهوره في وقت مبكر مع الحركة الرمزية الرومانية، روج ريجيس للأدب الحداثي، وأشعار الأديب الروماني تيودور أرغيزي، إذ وقّع اسمه على سلسلة من المجلات الأدبية والسياسية. تناوب عمله في الخيال والشعر بين الإفراط في التعبيرية والفن التربوي، وقام بإنتاج تمثيلًا فنيًا لنشاطه، أو رؤيته المسالمة، أو صراعه مع ضعف سمعه. كان ريجيس عضواً في العديد من الأوساط الحداثية التي شُكلت حول بعض المجلات الرومانية مثل سبوراتورول. جعلت خياراته السياسية والأدبية منه عدوًا لكل من الفاشيين والشيوعيين، إذ اضطهدوه خلال الحرب العالمية الثانية، ولجأ أخيرًا إلى أوروغواي. ومن عام 1947 وحتى لحظة وفاته، نال احترام دوائر أمريكا الجنوبية كمعلق لاسلطوي، ومؤيد لإحلال السلام العالمي، وكذلك كمروج لثقافة أمريكا اللاتينية.

## العقيدة السياسية

### الأفكار الرئيسية
كان ريليس مؤيدًا لللاسلطوية طوال حياته المهنية. تحدث الكاتب الروماني عن سلبية «فيتيشية الدولة» سعيًا لقلب هذا الوضع وخلق «أخوية عالمية»، وافترض في كتابه مذكرة الخريف تمييزًا ضروريًا بين القانون («الذي قد يتم تفسيره بشكل موافق أو مخالف له»)، والعدالة («الابتدائية» والتي لا مفر منها). يعتقد ريجيس بالمثل أنه يمكن التغلب على الحرب بمجرد أن تطيح الإنسانية بـ «الأصنام الثلاثة: الدولة، والملكية، والمال». يجادل الفيلسوف السياسي أنجيل كابيليتي: «لم يكن ريجيس لاسلطويًا متشددًا، لكنه كان دائمًا قريبًا من الأفكار الليبرتارية».
وفقًا لشتيفان تسفايغ، فأن ريجيليس قد قاتل «بلا كلل من أجل الهدف الكبير المتمثل في الأخوة الروحية». وقد قيل المثل من قبل رومان رولاند، الذي اعترف في حواره: «لا يوجد رجل أوروبي آخر يمكنني أن أضع بين يديه، بقدر كبير من الثقة، [...] فكرتي السلامية والعالمية، من أجل توريثها لأجيال المستقبل، فلا أحد لديه مثل هذا الذكاء بعيد المدى من أجل هذا الهدف، ولن يشعر أي شخص آخر بأن هذه الفكرة مرتبطة بشكل وثيق بكيانه». متحدثًا عن التيار الثقافي السائد، لاحظ المؤرخ الأدبي الروماني جورج شلينسكو خطاب ريجيس المعادي للمنظومة السائدة والمناهض للفن، لكنه وصفه بأنه مجرد «خيالية مثالية تفتقر إلى أي مقترحات جريئة من شأنها أن تهدد غرائزنا الخاصة بالحفاظ على ذواتنا». على النقيض من ذلك، يرى الباحث ويليام روز أن ريجيس «مثالي منشغل بعمق بالمشاكل الاجتماعية»، و «مفكر عملي وليس طوباوي»، ومنظر يدرك أن هناك حاجة إلى تطور اجتماعي أو اقتصادي قبل تحقيق أهدافه.
كانت النزعة الإنسانية الأخلاقية لريجيس (المعروفة أيضًا باسم الإنسانية، أو الوحدة الإنسانية) امتدادًا عمليًا لللاسلطوية السلامية. يصف ويليام روز هذه العقيدة بأنها «عالمية وسلمية»، مشيرًا إلى أن أحد أغراضها الرئيسية كان القضاء على تلك الأشياء «التي تفصل الإنسان عن الإنسان وتسبب الحروب». تحدث ريجيس نفسه عن حركته كشكل من أشكال «الفكر النشط»، و «طريقة نقدية مُطبقة على الحقائق الطبيعية والبشرية والاجتماعية»، معربًا عن إعجابه بتكتيكات المقاومة السلمية التي دعا إليها المهاتما غاندي، أو روبندرونات طاغور في الهند عندما كانت تحت الحكم البريطاني. وفي ذلك الوقت، هاجم جميع أشكال القومية، بدءًا بقومية الشعوب الجرمانية وصولًا إلى قومية الوحدة الأوروبية، واصفًا النزعة الإنسانية عمومًا بأنها «الشمولية الوحيدة التي يمكن قبولها كقانون طبيعي للجنس البشري». وأدعى أن جميع الحركات الأممية -باستثناء حركاته- فاسدة بسبب «ممارسة العنف والتعصب».
في عام 1933، أكد الكاتب الأدبي اليساري أيون كلوبويل أن رؤية ريجيس تجمع النزعة الإنسانية مع «اشتراكية حيوية وديناميكية ومبتكرة». على الرغم من كون ريجيس يساريًا، فإن رؤيته انطوت أيضًا على معاداةً للشيوعية. كما لاحظ المؤرخ الأدبي جيو سيربان أن ريجيس كان يشك منذ البداية في نتائج «الثورات الاجتماعية» والتمرد البلشفي. انتقد ريجيس في العدد الأول من مجلة الجماعانية اليمين المتطرف واليسار المتطرف على حد سواء، مشيرًا إلى أن أيديولوجيته كانت «غير سياسية، بل في الواقع مناهضة للسياسة». وأشار في أوروبا الشابة إلى الاتحاد السوفيتي باعتباره موطن «الإمبريالية البروليتارية». فُصلت هذه الأفكار في كتابه مذكرة الخريف، إذ عقد بمقارنة مباشرة بين الجيش الأحمر الذي دفع رومانيا إلى «سلام مسلح»، والفيرماخت.

### اليهودية والصهيونية والثقافة اليهودية
ابتداءً من أواخر العشرينات من القرن العشرين، أصبح ريجيليس مؤيدًا للحركة الصهيونية، مقتنعًا أن طريقة اندماج اليهود في المجتمع لم تكن مرضية في تأكيد المواهب اليهودية. كما التزم بأفكار الفيلسوف مارتن بوبر حول إعادة توحيد المسارات الثلاثة التي اختارها يهود الشتات: العالمية، والصهيونية، واليهودية المحافظة. وفي مؤتمر أفودا عام 1929، حلل إعادة التوطين اليهودية المستمرة في أرض إسرائيل، وحقق في أسباب الاشتباكات العنيفة بين المهاجرين اليهود وعرب فلسطين. أعلن ريجيليس بكل فخر في تصريحات عامة أخرى عن إيمانه اليهودي، مشيرًا إلى أنه لم يغادر اليهودية مطلقًا «مندمجًا في واقعها الشاسع من خلال حقيقة انشغالاتي الخاصة، الاجتماعية والأخلاقية والإنسانية والسلامية». كما أوضح ليوسف جوتمان أن الانضمام إلى منظمة صهيونية لا يستحق كل هذا الجهد، لأن العضوية كانت شكلاً من أشكال الأسر، وأشار في مكان آخر إلى أن الصهيونية لها ما يبررها فقط طالما أنها لم تتبع «الأساليب المقيدة للقومية المبتذلة». كما وصف الكاتب نفسه بأنه ملتزم بالثقافة الرومانية، إذ لاحظ في أواخر عام 1981 أن الرومانية كانت لا تزال لغته المفضلة.
تتحدث مقالاته عن اليهودية (التي كُرس بعضها لأبيه ديفيد) عن خطر الانهيار المجتمعي، الذي ربطه المؤلف بالانحدار الروحي للبشرية بعد الحرب العالمية الأولى. افترضت نظريته عن «تجريد صفة الإنسانية» أن التطور الروحي للبشرية بدأ في الاختفاء تمامًا كلما تقدم الجنس البشري من الناحية المادية. وعكس هذا الاتجاه، اقترح ريجيس العودة إلى جذور اليهودية، التي قام باستخدام أسسها القائمة على التوحيد والمخلص بفك التمثيل الأساسي للمسؤولية الأخلاقية، والسلائف المباشرة للمسيحية. كان الكاتب الروماني مهتمًا بمظاهر الأخلاق اليهودية التي توقعت النزعة الإنسانية أو السلامية، مستشهداً بالكتاب المقدس باعتباره «هذا الكتاب الأكثر إنسانية»، ويعرف نفسه مستخدمًا سفر ملاخي 2:10 («لماذا نُقلّب بشكل خائن كل إنسان ضد أخيه، مدنسين عهد آبائنا؟»). وقد كتب لاحقًا أن اليهود، والإسرائيليين بشكل خاص، عُهد إليهم بالحفاظ على «الحكمة القديمة، والشعر، والإيمان»، من خلال خلق «قيم جديدة من القيم القديمة». كما كتب ريجيس تعريفًا لمصطلحاته الخاصة بالعلاقة بين النزعة العالمية التوراتية، والنزعة الإنسانية في القرن العشرين: «اليهودية متضمنة داخل النزعة الإنسانية الحديثة مثل لهب داخل كرة بلورية».
رفض ريجيس تلك الجوانب من اليهودية أو المسيحية التي آمن أنها متعصبة، وانتقد خطابه السلمي جميع الأديان باعتبارها المحرض المحتمل، أو الدعائم الإيديولوجية للخطاب المتشدد. واحتفظ بانتقادات خاصة لمفاهيم «الله التواق للانتقام»، و«تفضيل الله لليهود»، بحجة أنهما «ساذجان». وعبر عن تعاطفه مع البوذية الكونية. يعتقد البعض أن نصوصه، بما في ذلك كتاب نداء لـ 1922، تعيد استخدام المفردات الماسونية الموالية للعالمية.

## وصلات خارجية
- (بالإسبانية) Relgis' works, at the Proyecto filosofía en español:
- Los Principios Humanitaristas
- Individualismo, Estética y Humanitarismo